# María Jesús Aguirre
María Jesús Aguirre Uribe (Vitoria, 8 de junio de 1945-Vitoria, 18 de noviembre de 2016) fue una política vitoriana militante del Partido Nacionalista Vasco.

## Biografía
Realiza sus estudios de Bachiller en el Colegio del Sagrado Corazón de la capital alavesa y de Asistente Social en Bilbao. Trabajó para Caritas en los barrios más humildes de Vitoria.
Inicia su actividad política en 1974 como concejal en el Ayuntamiento de Vitoria, siendo teniente de alcalde en el período 1979-83 por el PNV y vicealcaldesa en el de 1987-91. En la ciudad, fue la mano derecha de José Ángel Cuerda, primer alcalde de la etapa democrática tras el fallecimiento de Francisco Franco. Fue diputada foral de Bienestar Social en la Diputación Foral de Álava entre 1983 y 1987, e ininterrumpidamente concejala hasta 1995, desarrollando una avanzada política social, hasta que en septiembre pasa al Congreso de Diputados de Madrid donde permanece hasta septiembre de 1997. En este momento vuelve, de nuevo, a ser diputada foral de Bienestar Social en la Diputación Foral de Álava.
Fue también parlamentaria: en las elecciones al Parlamento Vasco de 1986, concurrió en las listas de Eusko Alkartasuna por Álava y fue elegida para ocupar un escaño por la circunscripción de Álava. Fungió como parlamentaria entre el 8 de enero de 1987 y el 27 de enero del año siguiente.
En 1988 ocupó el cargo de vicepresidente de la Asociación de Municipios Vascos (EUDEL). Durante el período 1999-2003 ocupó el cargo de procuradora en las Juntas Generales de Álava y concejal en el Ayuntamiento de Vitoria, siendo reelegida de nuevo para el período 2004-2008. En 2011 dejó la política tras 38 años en activo.
Falleció el 18 de noviembre de 2016, a los 71 años. Su hijo, Gorka Urtaran, fue alcalde de Vitoria.

## Cargos desempeñados
- Teniente de alcalde del Ayuntamiento de Vitoria (1979-1983, 1995, 2004-2008)
- Vicealcaldesa del Ayuntamiento de Vitoria (1987-1991)
- Diputada foral de Bienestar Social, en la Diputación Foral de Álava (1983-1987)
- Congreso de Diputados (1996-1997)
- Procuradora en las Juntas Generales de Álava (1999-2003)